# Rivière Jérémy
Ne doit pas être confondu avec Rivière-des-Jérémie.
La rivière Jérémy est un affluent de la rivière La Maria (versant de la rivière aux Chutes (réservoir Pipmuacan), réservoir Pipmuacan et de la rivière Betsiamites), coulant sur la rive Nord-Ouest du fleuve Saint-Laurent, dans le territoire non organisé Mont-Valin, dans la municipalité régionale de comté (MRC) de Le Fjord-du-Saguenay, dans la région administrative de la Saguenay-Lac-Saint-Jean, dans la Province de Québec, au Canada.
La vallée de la rivière Jérémy est desservie par la route forestière R0201 (sens Nord-Sud), surtout pour les besoins de la foresterie et des activités récréotouristiques. Quelques autres routes forestières secondaires desservent le territoire,,.
La foresterie constitue la principale activité économique du secteur ; les activités récréotouristique, en second.
La surface de la rivière Jérémy habituellement gelée de la fin novembre au début avril, toutefois la circulation sécuritaire sur la glace se fait généralement de la mi-décembre à la fin mars.

## Géographie
Les principaux bassins versants voisins de la rivière Jérémy sont :
- Côté Nord : Rivière La Maria, lac Maria-Chapdelaine, lac Rond, lac La Sorbière, rivière La Sorbie, rivière aux Chutes, rivière aux Sables, réservoir Pipmuacan, rivière Betsiamites ;
- Côté Est : Lac Maria-Chapdelaine, rivière aux Sables, réservoir Pipmuacan, rivière Betsiamites, rivière à Paul, rivière Andrieux ;
- Côté Sud : Rivière François-Paradis, rivière aux Castors, lac Bergeron, lac Vanel ;
- Côté Ouest : Rivière Vénus, lac Rouvray, rivière Onatchiway, lac Pamouscachiou, rivière Shipshaw, réservoir Pipmuacan[1].

La rivière Jérémy prend sa source à l’embouchure d’un lac non identifié (longueur : 1,3 km ; altitude : 654 m), en zone forestière.
À partir de l’embouchure du lac de tête, le cours de la rivière Jérémy coule sur 10,1 km généralement vers le Nord-Est, jusqu’à la rive Sud-Ouest de la rivière La Maria, selon les segments suivants :
- 2,6 km vers l’Est en traversant trois lacs dont le lac Jérémy (lequel recueille la décharge du lac Marie-Paul) et le lac des Jérémiades (lequel recueille la décharge du lac des Mésanges), jusqu’à l'embouchure du lac des Jérémiades ;
- 1,6 km vers l’Est en formant une courbe prononcé vers le Nord, jusqu’au ruisseau des Rapaces (venant du Sud) ;
- 1,1 km vers le Nord-Est jusqu’au pont de la route forestière R0201 ;
- 3,4 km vers le Nord-Est jusqu’à un ruisseau (venant du Sud-Ouest) constituant la décharge des lacs de la Symphonie et Musical ;
- 1,4 km vers le Nord-Est en serpentant jusqu’à son embouchure[1].

L'embouchure de la rivière Jérémy se déverse sur la rive Sud-Ouest de la rivière La Maria dans le territoire non organisé de Mont-Valin, presqu’à l’embouchure du lac Maria-Chapdelaine. Cette confluence de la rivière Jérémy située à :
- 11,7 km à l’Est du lac Rouvray ;
- 26,9 km au Sud-Est de l’embouchure de la rivière aux Chutes ;
- 28,9 km à l’Est du barrage à l’embouchure du lac Pamouscachiou ;
- 65,2 km au Sud-Ouest de la centrale Bersimis-1 du Sud-Est du réservoir Pipmuacan ;
- 79,1 km au Sud-Ouest du centre du village de Labrieville ;
- 124,3 km à l’Ouest du centre-ville de Forestville ;
- 145,1 km à l’Ouest de l’embouchure de la rivière Betsiamites[1],[4].

À partir de l’embouchure de la rivière Jérémy, le courant coule sur 29,2 km généralement vers le Nord-Est pour aller se déverser sur la rive Sud du réservoir Pipmuacan, en empruntant le cours de la rivière La Maria sur 7,4 km vers le Nord, en traversant le lac Rond sur 3,5 km vers le Nord, suivant le cours de la rivière La Sorbie sur 2,7 km, traversant le lac La Sorbière sur 9,7 km et finalement suivant le cours de la rivière aux Chutes sur 6,4 km.

## Toponymie
Le toponyme "Rivière Jérémy" a été officialisé le 7 octobre 1994 à la Banque des noms de lieux de la Commission de toponymie du Québec.